# Consell Regional de la Reunió
El Consell Regional de l'illa de la Reunió és una assemblea elegida que dirigeix la regió d'ultramar de l'illa de la Reunió. Actualment és presidit per Didier Robert. Està format per 44 membres elegits cada sis anys. La seva seu fou batejada en honor del seu antic president, Pierre Lagourgue, té forma de piràmide invertida, es troba molt a la vora del campus principal de la universitat de La Reunió, a Moufia, a Saint-Denis.

## Presidents

### Presidents de l'establiment públic regional
- Marcel Cerneau (1973-1978)
- Yves Barau (1978-1983)

### Presidents del consell regional
- Mario Hoarau (1983-1986)
- Pierre Lagourgue (1986-1992)
- Camille Sudre (1992-1993)
- Margie Sudre (1993-1998)
- Paul Vergès (1998-2010)
- Didier Robert (2010-)